# Lasochów
Lasochów is een plaats in het Poolse district  Jędrzejowski, woiwodschap Święty Krzyż. De plaats maakt deel uit van de gemeente Małogoszcz en telt 210 inwoners.